# Buenaventura Ferreira
Buenaventura Ferreira Gómez (Coronel Oviedo, 1960. július 4. – ) paraguayi válogatott labdarúgó. 

## Pályafutása

### Klubcsapatban
Pályafutása során nagyon sok csapatban megfordult és egyetlen csapatban sem töltött egy-két évnél többet. 1976-ban 16 évesen a Guarani Asunciónban mutatkozott be. 1978 és 1980 között a Coronel Oviedo játékosa volt. 1982-ben a Rubio Ñu igazolta le, de gyorsan továbbállt a Tembetary csapatához. 1983-ban a Cerro Porteñoban játszott, majd azt követően 1984 és 1985 között a Guaranít erősítette, melynek színeiben bajnoki címet szerzett. 1985-től 1986-ig Kolumbiában a Deportivo Caliban szerepelt. 1986-ban Spanyolországba szerződött a Sabadellhez, ahol szintén csak egy évet töltött. 1987 és 1988 között az argentin Vélez Sarsfield volt a csapata. 1989-ben a Guaraní, 1990-ben a Libertad és a Cerro Porteño, 1991-ben a Cerro Corá csapatában játszott. 1991 és 1992 között a bolíviai Oriente Petrolerót erősítette. 1992-ben hazatért a Sol de Américához, de 1993-ban ismét a Guaraní játékosa volt. Később szerepelt még az argentin Colón (1993–94), a az ecuadori Deportivo Quito (1994), a Libertad (1994–95), a Colombia (1996), a Humaitá (1996), az Oriente Petrolero (1996–97) és a Sportivo San Lorenzo (1997) együttesében.

### A válogatottban
1985 és 1993 között 44 alkalommal szerepelt a paraguayi válogatottban és 7 gólt szerzett. Részt vett az 1986-os világbajnokságon, ahol a paraguayiak összes mérkőzésén kezdőként lépett pályára. Részt vett az 1987-es és az 1989-es Copa Américán is.

## Sikerei, díjai
Club Guaraní
- Paraguayi bajnok (1): 1984

Cerro Porteño
- Paraguayi bajnok (1): 1990